# Société Boisavia
Die Société Boisavia war ein von Lucien Tieles 1946 gegründeter französischer Flugzeughersteller. Im gleichen Jahr begann man mit der Entwicklung der B-50 Muscadet. Im Jahr 1948 trat Claude Piel dem Unternehmen bei und begann seine Karriere im Flugzeugbau. Bereits 1952 verließ er die Société Boisavia jedoch wieder. Das Unternehmen produzierte eine Reihe von Leicht- bzw. Sportflugzeugen, von denen das erfolgreichste die B.60 Mercurey war, deren Produktion 1962 endete.

## Produkte

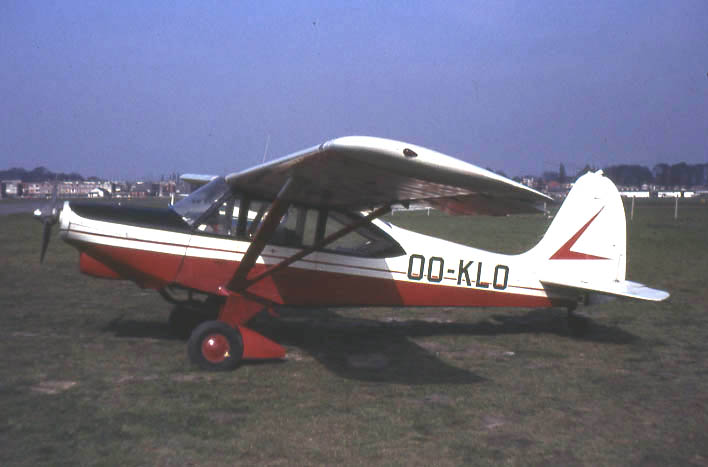
Boisavia B.60 Mercurey

- B-50 Muscadet (1946) zweisitziges Sportflugzeug
- B.60 Mercurey (1949) viersitziges Sport- und Mehrzweckflugzeug (46 gebaut)
- B.80 Chablis (1950) zweisitziges Sportflugzeug, als Bausatz für den Amateurbau geplant (2 gebaut)
- B.260 Anjou (1956) zweimotoriges viersitziges Reiseflugzeug

## Weiterführende Informationen
- Bill Gunston: World Encyclopedia of Aircraft Manufacturers. Naval Institute Press, Annapolis 1993, ISBN 978-0-7509-3981-2, S. 53.
- R. W. Simpson: Airlife's General Aviation. Airlife Publishing, Shrewsbury 1995, S. 408–409.